# Церква святого апостола і євангеліста Іоана Богослова (Жуківці)
Церква святого апостола і євангеліста Іоана Богослова в Жуківцях — парафія і храм Лановецького благочиння Тернопільської єпархії Православної церкви України в селі Жуківці Кременецького району Тернопільської области.
Оголошена пам'яткою архітектури місцевого значення (охоронний номер 1630).

## Історія церкви
Храм святого апостола і євангеліста Іоана Богослова був збудований у 1874 році за сприяння священника Василія Новоселецького та парафіян. Це кам'яна будівля з такою ж дзвіницею. Престол освячено на честь святого апостола і євангеліста Іоана Богослова.
У 1889 році з ініціативи колишнього священника Олександра Кресовича в селі відкрили церковно-парафіяльну школу.
Храм відвідували церковні ієрархи: владика Мефодій (28 травня 1894) та єпископ Кременецький Амвросій (1904).
Парафіяльний священник Кипріян Керша, син священника та випускник Волинської духовної семінарії, у 1904 році був нагороджений скуфією та направлений до села Жуківці.
Православна громада під керівництвом о. Федора Кулика провела відновлювальні роботи.

## Парохи
- о. Василій Новоселецький,
- о. Кипріян Керша,
- о. Федір Кулик (з ?).